# العلاقات البولندية السلوفاكية
العلاقات البولندية السلوفاكية هي العلاقات الثنائية التي تجمع بين بولندا وسلوفاكيا.

## مقارنة بين البلدين
هذه مقارنة عامة ومرجعية للدولتين:
| وجه المقارنة                                              | بولندا                                                                             | سلوفاكيا                                                       |
| --------------------------------------------------------- | ---------------------------------------------------------------------------------- | -------------------------------------------------------------- |
| المساحة (كم2)                                             | 312.68 ألف                                                                         | 49.03 ألف                                                      |
| عدد السكان (نسمة)                                         | 38.43 مليون                                                                        | 5.44 مليون                                                     |
| الكثافة السكانية (ن./كم²)                                 | 122.91                                                                             | 110.95                                                         |
| العاصمة                                                   | وارسو                                                                              | براتيسلافا                                                     |
| اللغة الرسمية                                             | اللغة البولندية                                                                    | اللغة السلوفاكية                                               |
| العملة                                                    | زلوتي بولندي                                                                       | كرونة سلوفاكية، يورو                                           |
| الناتج المحلي الإجمالي (بليون دولار)                      | 524.51 مليار                                                                       | 95.77 مليار                                                    |
| الناتج المحلي الإجمالي (تعادل القوة الشرائية) بليون دولار | 1.02 تريليون                                                                       | 162.34 مليار                                                   |
| الناتج المحلي الإجمالي الاسمي للفرد دولار أمريكي          | 12.55 ألف                                                                          | 16.09 ألف                                                      |
| الناتج المحلي الإجمالي للفرد دولار أمريكي                 | 26.14 ألف                                                                          | 30.46 ألف                                                      |
| مؤشر التنمية البشرية                                      | 0.843                                                                              | 0.844                                                          |
| رمز المكالمات الدولي                                      | +48                                                                                | +421                                                           |
| رمز الإنترنت                                              | .pl                                                                                | .sk                                                            |
| المنطقة الزمنية                                           | توقيت وسط أوروبا، ت ع م+01:00، ت ع م+02:00، أوروبا/وارسو ‏، توقيت وسط أوروبا الصيفي | توقيت وسط أوروبا، ت ع م+01:00، ت ع م+02:00، أوروبا/براتيسلافا ‏ |

## مدن متوأمة
في ما يلي قائمة باتفاقيات التوأمة بين مدن بولندية وسلوفاكية:
- ترتبط Brzozów [الإنجليزية]‏ مع مولدوفا ناد بودفوا باتفاقية توأمة.
- ترتبط Kobiór [الإنجليزية]‏ مع دبشينا باتفاقية توأمة.
- ترتبط برزيميسل مع هوميني باتفاقية توأمة منذ 27 أكتوبر 1994.[14][15][16][17]
- ترتبط جيشن مع روجنافا باتفاقية توأمة.
- ترتبط كيلسي مع نيترا باتفاقية توأمة.
- ترتبط كروسنو [الإنجليزية]‏ مع كوشيتسه باتفاقية توأمة.
- ترتبط Cieszanów [الإنجليزية]‏ مع Kaluža [الإنجليزية]‏ باتفاقية توأمة.
- ترتبط تارنوبزج مع بانسكا بيستريتسا باتفاقية توأمة.
- ترتبط تورون مع تشادتسا باتفاقية توأمة منذ 26 فبراير 2016.[18][19][20][21]
- ترتبط Grójec [الإنجليزية]‏ مع سبيشسكا نوفا فيس باتفاقية توأمة.
- ترتبط Gmina Zawadzkie [الإنجليزية]‏ مع دوبنيتسا ناد فاهوم باتفاقية توأمة.
- ترتبط جلونا غورا مع نيترا باتفاقية توأمة منذ 1975.
- ترتبط سيدلس مع سابينوف باتفاقية توأمة.
- ترتبط Zwoleń [الإنجليزية]‏ مع زفولن باتفاقية توأمة.
- ترتبط Zawiercie [الإنجليزية]‏ مع دولني كوبين باتفاقية توأمة.
- ترتبط Ustrzyki Dolne [الإنجليزية]‏ مع غيرالتوتسي باتفاقية توأمة.
- ترتبط زكوبن مع بوبراد باتفاقية توأمة.
- ترتبط Jarosław [الإنجليزية]‏ مع ميخالوفتسى باتفاقية توأمة.[22]
- ترتبط Mikołów [الإنجليزية]‏ مع ايلافا باتفاقية توأمة.
- ترتبط كراكوف مع براتيسلافا باتفاقية توأمة منذ 19 أغسطس 1998.[23][23][23][23]
- ترتبط خوينا مع زفولن باتفاقية توأمة.
- ترتبط زابجه مع ترنافا باتفاقية توأمة منذ 1983.
- ترتبط تارنوف مع ترنتشين باتفاقية توأمة.
- ترتبط كاليش مع مارتن باتفاقية توأمة منذ 1982.
- ترتبط رادوم مع بانسكا بيستريتسا باتفاقية توأمة منذ 26 سبتمبر 1992.
- ترتبط Łańcut [الإنجليزية]‏ مع ليفوتشا باتفاقية توأمة.
- ترتبط Żywiec [الإنجليزية]‏ مع تشادتسا باتفاقية توأمة.
- ترتبط Strzyżów [الإنجليزية]‏ مع سفيدنيك باتفاقية توأمة.
- ترتبط Opoczno [الإنجليزية]‏ مع بيتتشا باتفاقية توأمة.
- ترتبط Gmina Opoczno [الإنجليزية]‏ مع بيتتشا باتفاقية توأمة.
- ترتبط نوفي سونتس مع بريشوف باتفاقية توأمة منذ 21 مايو 2005.
- ترتبط كاتوفيتسه مع كوشيتسه باتفاقية توأمة منذ 1991.
- ترتبط Gmina Głogów Małopolski [الإنجليزية]‏ مع سبيشسكه بودهرايده باتفاقية توأمة.
- ترتبط Ustroń [الإنجليزية]‏ مع بييشتاني باتفاقية توأمة.
- ترتبط Knurów [الإنجليزية]‏ مع سفيت باتفاقية توأمة منذ 17 فبراير 2000.[24]
- ترتبط بيلجوراج [الإنجليزية]‏ مع ستروبكوف باتفاقية توأمة منذ 22 أكتوبر 2010.[25][26][27][28]
- ترتبط Gmina Kłobuck [الإنجليزية]‏ مع شتوروفو باتفاقية توأمة.
- ترتبط جيشوف مع كوشيتسه باتفاقية توأمة منذ 17 أكتوبر 1991.[29][30][31][32]
- ترتبط زاموشتش مع برديوف باتفاقية توأمة منذ 25 مايو 2012.[33][34][19][33]
- ترتبط بييلسكو-بياوا مع جيلينا باتفاقية توأمة منذ 1998.
- ترتبط شفينتوخوفيتسه مع ريمافسكا سوبوتا باتفاقية توأمة.
- ترتبط غليفيتسه مع كيجماروك باتفاقية توأمة منذ 1992.

## منظمات دولية مشتركة
يشترك البلدان في عضوية مجموعة من المنظمات الدولية، منها:
| علم المنظمة | اسم المنظمة                             | تاريخ انضمام بولندا | تاريخ انضمام سلوفاكيا |
| ----------- | --------------------------------------- | ------------------- | --------------------- |
|             | الاتحاد الأوروبي                        | 1 مايو 2004         | 1 مايو 2004           |
|             | وكالة ضمان الاستثمار متعدد الأطراف      | 29 يونيو 1990       | 1993                  |
|             | منظمة التعاون الاقتصادي والتنمية        | 22 نوفمبر 1996      | ?                     |
|             | الأمم المتحدة                           | 24 أكتوبر 1945      | 19 يناير 1993         |
|             | الوكالة الدولية للطاقة                  | 25 سبتمبر 2008      | ?                     |
|             | الفريق المعني برصد الأرض                | ?                   | ?                     |
|             | مركز تنسيق الحركة في أوروبا ‏            | ?                   | ?                     |
|             | منظمة حظر الأسلحة الكيميائية            | ?                   | ?                     |
|             | منظمة التجارة العالمية                  | 1 يوليو 1995        | ?                     |
|             | منظمة الشرطة الجنائية الدولية           | ?                   | ?                     |
|             | منظمة الأمن والتعاون في أوروبا          | 25 يونيو 1973       | 1993                  |
|             | مؤسسة التنمية الدولية                   | 28 أكتوبر 1960      | 1993                  |
|             | حلف شمال الأطلسي                        | 12 مارس 1999        | 29 مارس 2004          |
|             | يونسكو                                  | 6 نوفمبر 1946       | 9 فبراير 1993         |
|             | الاتحاد البريدي العالمي                 | 1 مايو 1919         | ?                     |
|             | البنك الدولي للإنشاء والتعمير           | 27 يونيو 1986       | 1993                  |
|             | اتفاقية السماوات المفتوحة               | ?                   | ?                     |
|             | الاتحاد الدولي للاتصالات                | 1921                | 23 فبراير 1993        |
|             | مؤسسة التمويل الدولية                   | 29 ديسمبر 1987      | 1993                  |
|             | المنظمة الأوروبية لسلامة الملاحة الجوية | 2004                | 1997                  |
|             | مجموعة أستراليا                         | 1994                | 1994                  |
|             | مجموعة الموردين النوويين                | ?                   | ?                     |

## وصلات خارجية
- موقع وزارة الخارجية البولندية
- موقع وزارة الخارجية السلوفاكية